# Yasmin Almenräder
Yasmin Almenräder (* 30. März 1974 bei Essen) ist eine ehemalige deutsche Rennreiterin und  Trainerin im deutschen Galoppsport. Sie gewann als zweite Trainerin 2025 das Deutsche Derby.
Im Galoppsport hatte sie als Amateurrennreiterin begonnen und errang dort rund 50 Siege. Ihre Prüfung als Besitzertrainerin legte sie 1995 ab. Beim Trainer Michael Trybuhl folgte  von 1998 bis 2000 die Ausbildung zur Pferdewirtin mit Schwerpunkt Rennreiten. Nach einem Sturz auf der Rennbahn in Verden im Jahr 2000 musste sie ihre aktive Laufbahn als Rennreiterin beenden. 2009 absolvierte sie die Prüfung zur Pferdewirtschaftsmeisterin mit Fachrichtung Rennpferdetraining.
Unter Trainer Werner Baltromei leitet sie seinen Mülheimer Rennstall. Nach dem Tod von Baltromei arbeitete sie unter William Mongil als Futtermeisterin und „Co-Trainerin“. Yasmin Almenräder übernahm 2014 den Stall als Trainerin, zunächst als Angestellte von Baltromei, der Witwe von Werner Baltromei. 2018 übernahm sie den Rennstall von ihr und gründete dazu die Trainingsbetrieb Almenräder Rennpferde GmbH.
Pferde unter der Obhut von Almenräder gewannen über 2 Millionen Euro Preisgeld. Sie hat über 250 Rennen gewonnen. Ihr größter Erfolg ist der Sieg im Deutschen Derby mit Hochkönig und der Reiterin Nina Baltromei, der Tochter von Christina und Werner Baltromei. Damit gewann nicht nur zum ersten Mal eine Frau als Reiterin das Derby, sondern zum ersten Mal auch ein Team aus Trainerin und Reiterin.